# Dorfkirche Vollersroda

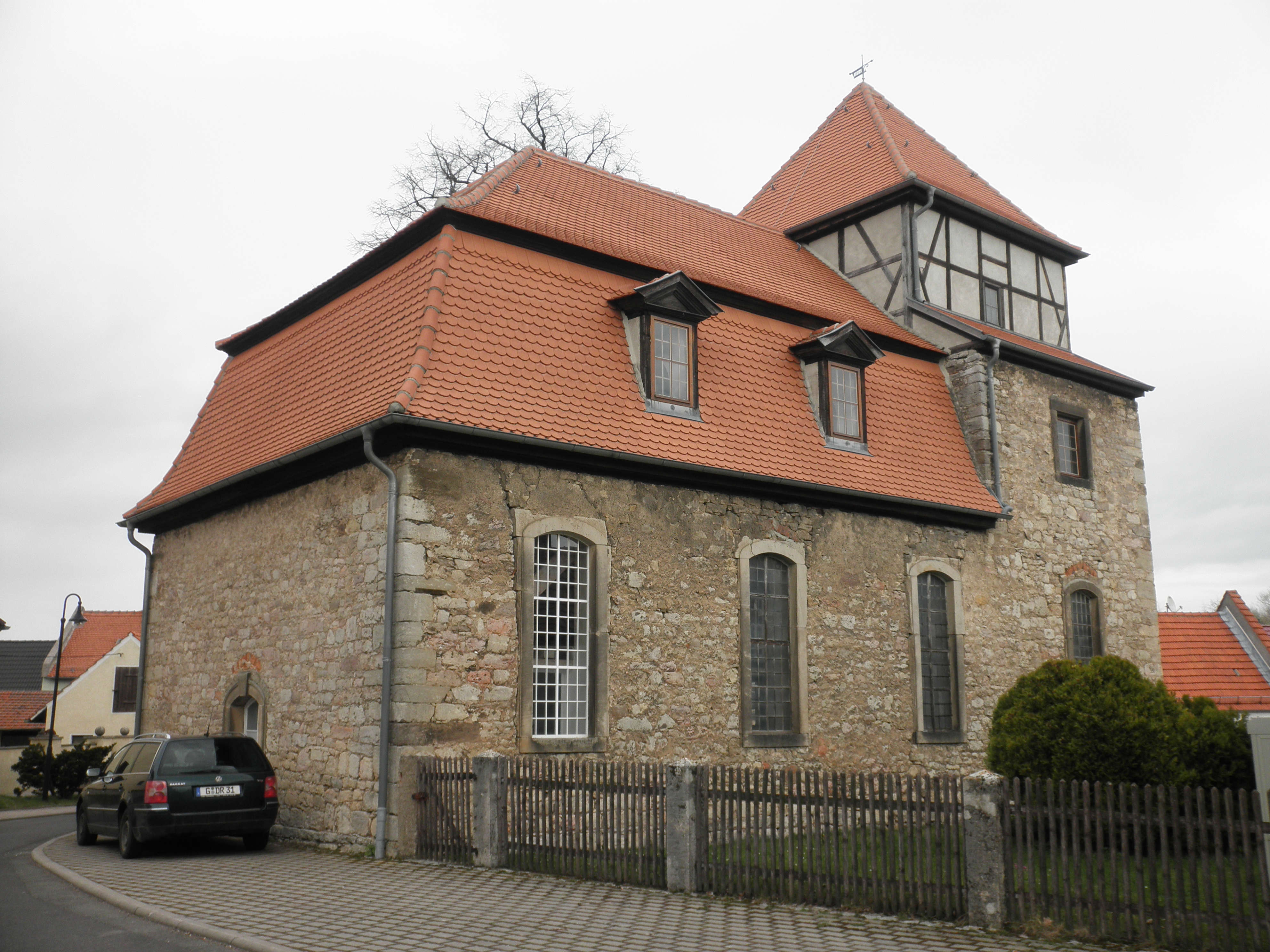
Ansicht von Südwesten

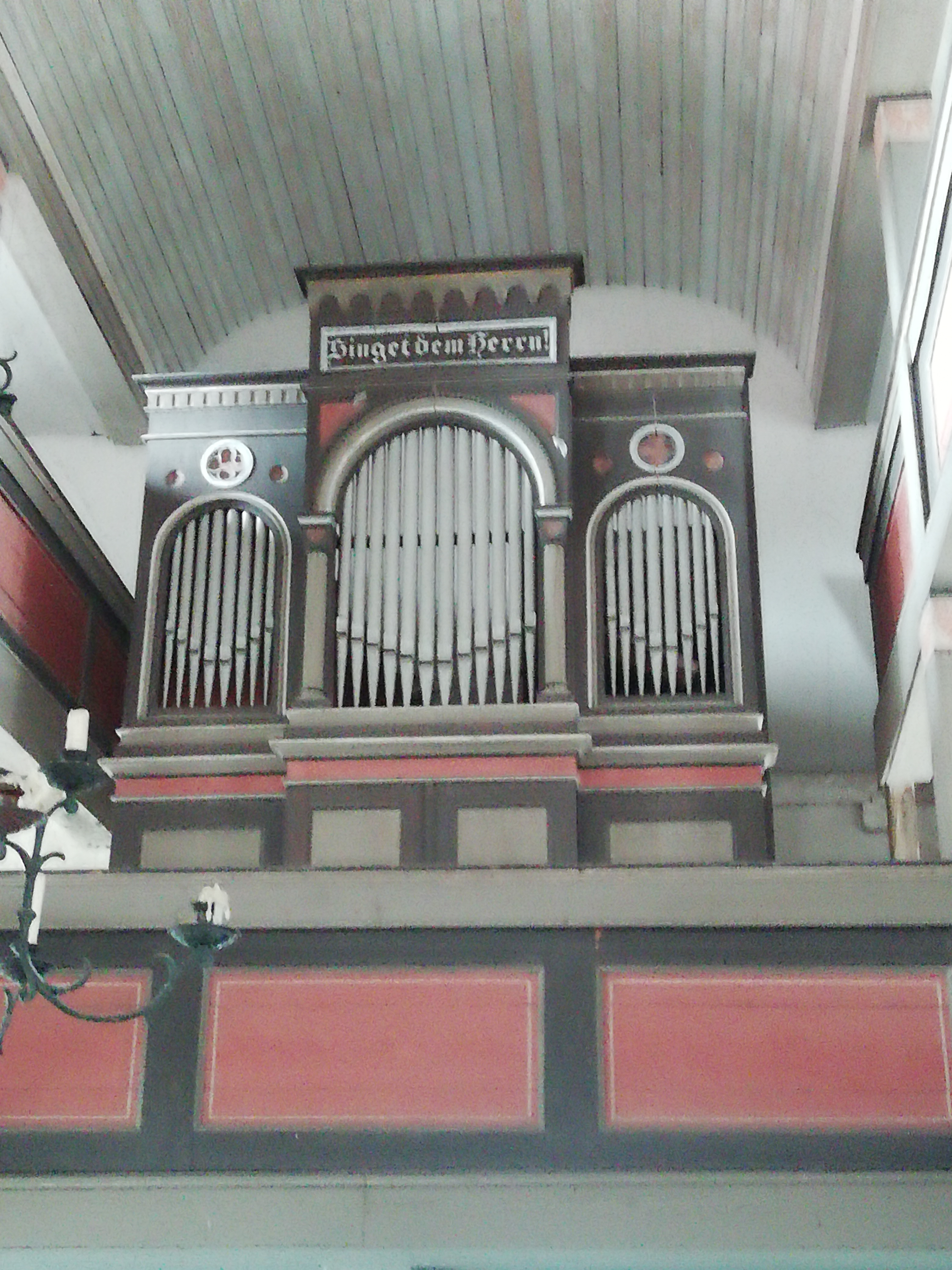
Orgel, Emporen, Deckenpfeiler

Die evangelische Dorfkirche Vollersroda steht in der Gemeinde Vollersroda im Landkreis Weimarer Land in Thüringen. Sie gehört zum Kirchengemeindeverband Buchfart-Legefeld im Kirchenkreis Weimar der Evangelischen Kirche in Mitteldeutschland.

## Lage
Die Kirche befindet sich am südlichen Eingang der Gemeinde.

## Geschichte
Die Kirche ist ein mächtiger Rechteckbau aus dem Jahre 1775. Eine kleine gotische Sakramentennische zeugt von dem Vorgängerbau aus dem Mittelalter. Auf dem östlichen Mansarddach steht der Dachreiterkirchturm. Er ist wenig höher als das Dach. 

## Kirchenraum
Der Innenraum ist eine Emporenhalle mit zwei dreiseitigen Emporengeschossen. Das Mittelschiff hat eine Voutendecke mit sichtbarer Lattung. Die Seitenschiffe sind flachgedeckt. Der Kanzelaltar mit freiliegendem Treppenaufgang zu Kanzel ist ungewöhnlich schmal. Der Taufstein und eine Heiligenfigur sind älter als die heutige Kirche.
1896 wurde von Adam Eifert die Orgel eingebaut. Die Bronzeglocken sind aus dem Jahre 1877.